# Прошкин, Анатолий Николаевич
Анато́лий Никола́евич Про́шкин (15 ноября 1907, Харьков, Российская империя — 16 июня 1986, Ленинград, СССР) — российский советский живописец, график, педагог, член Ленинградского Союза художников.

## Биография
Прошкин Анатолий Николаевич родился 15 ноября 1907 года в Харькове в купеческой семье, происходившей из города Обоянь Курской губернии. Посещал частную художественную школу Н. Сторожевского. После окончания реального училища в 1924 году вместе со старшим братом Виктором приезжает в Ленинград и поступает во ВХУТЕМАС на живописный факультет. Занимался у К. Петрова-Водкина, Г. Бобровского, А. Савинова, А. Карева. Окончил институт в 1930 году с присвоением звания художника живописи.
С 1934 года участвовал в выставках. Писал портреты, жанровые композиции, пейзажи. Член Ленинградского Союза художников с 1934 года. В годы Великой Отечественной войны служил в частях Ленинградского и Волховского фронтов. Награждён медалями «За оборону Ленинграда», «За доблестный труд», «За победу над Германией».
Среди созданных Анатолием Прошкиным произведений «Автопортрет» (1929), картины «Площадь Репина» (1937), «Дети в парке» (1938), «Пленных ведут», «Дворцовая площадь. Блокада», «Потопление фашистского транспорта» (обе 1942), «Площадь Репина» (1943), «Портрет сына Саши» (1945), «Буксир на Неве» (1950), «На Неве», «Ленинград. Невский проспект» (обе 1951), «Стрелка Васильевского острова» (1953), «Нева», «Площадь Островского», «Менделеевская линия» (все 1956), «Нева у Адмиралтейства», «Петропавловская крепость» (1957), «Строительство атомохода „Ленин“», «Нева у площади Декабристов» (обе 1959), серия пейзажей «Невский район» (1961), «Ленинград. Площадь Островского» (1962), «Исаакиевская площадь» (1963), «У моего окна» (1964), «Дворцовая площадь» (1970), «Зимний пейзаж из моего окна» (1973), «Фонтанка» (1975) и другие.
Преподавал в Ленинградском Высшем художественно-промышленном училище имени В. И. Мухиной.
Скончался 16 июня 1986 года в Ленинграде на 79-м году жизни. 
Произведения А. Н. Прошкина находятся в Государственном Русском музее, в музеях и частных собраниях в России, Франции, Великобритании, Италии и других странах.

## Выставки
- 1951 год (Ленинград): Выставка произведений ленинградских художников.
- 1956 год (Ленинград): Осенняя выставка произведений ленинградских художников.
- 1957 год (Ленинград): 1917 - 1957. Выставка произведений ленинградских художников.
- 1960 год (Ленинград): Выставка произведений ленинградских художников.
- 1961 год (Ленинград): «Выставка произведений ленинградских художников» .
- 1964 год (Ленинград): Ленинград. Зональная выставка.
- 1980 год (Ленинград): Зональная выставка произведений ленинградских художников.